# Lusaka
Lusaka è la capitale dello Zambia.
Maggior città del Paese per numero d'abitanti, si trova nella provincia e nel distretto omonimi, di entrambi dei quali è capoluogo.
Sorge nella parte centromeridionale dello Zambia su un altopiano a 1 400 metri di altezza, nei pressi del fiume Lunsemfwa.
È un importante polo commerciale oltre che politico, ed è snodo delle principali vie automobilistiche del Paese.

## Storia
Prima del XX secolo Lusaka era solo un villaggio; deve il nome a uno dei capi locali, Lusaaka.
Nel 1905 i coloni britannici iniziarono a costruire nei pressi del villaggio, fondando la città moderna. Nel 1935 divenne capitale della Rhodesia Settentrionale sostituendo Livingstone, in posizione meno centrale. Nel 1953, quando la Rhodesia settentrionale e meridionale furono unite, Lusaka divenne il centro di un importante movimento di contestazione che, mettendo in atto pratiche di disobbedienza civile, ebbe un ruolo determinante nella nascita dello Stato indipendente dello Zambia (1964), di cui Lusaka divenne capitale.
Lusaka è una città in espansione, motore della crescita economica dello Zambia moderno. L'evoluzione delle infrastrutture ha consentito una rapida crescita della popolazione anche di origine non africana, e ha fatto di Lusaka una tappa frequente degli itinerari turistici in Zambia.

## Clima
| Lusaka              | Mesi | Mesi | Mesi | Mesi | Mesi | Mesi | Mesi | Mesi | Mesi | Mesi | Mesi | Mesi | Stagioni | Stagioni | Stagioni | Stagioni | Anno |
| Lusaka              | Gen  | Feb  | Mar  | Apr  | Mag  | Giu  | Lug  | Ago  | Set  | Ott  | Nov  | Dic  | Inv      | Pri      | Est      | Aut      | Anno |
| ------------------- | ---- | ---- | ---- | ---- | ---- | ---- | ---- | ---- | ---- | ---- | ---- | ---- | -------- | -------- | -------- | -------- | ---- |
| T. max. media (°C)  | 25,9 | 26,0 | 26,2 | 26,3 | 24,9 | 23,1 | 23,1 | 25,7 | 29,1 | 31,4 | 28,9 | 26,4 | 26,1     | 25,8     | 24,0     | 29,8     | 26,4 |
| T. min. media (°C)  | 17   | 16,8 | 15,9 | 13,9 | 11,2 | 9,3  | 8,9  | 11,0 | 14,5 | 17,4 | 17,5 | 17,1 | 17,0     | 13,7     | 9,7      | 16,5     | 14,2 |
| Precipitazioni (mm) | 215  | 183  | 87   | 28   | 4    | 0    | 0    | 0    | 2    | 17   | 91   | 204  | 602      | 119      | 0        | 110      | 831  |

## Le strade
La principale arteria stradale della città è Cairo Road, attorno a cui sono disposti i mercati di New City Market e Kamwala Market, centri commerciali, e lo Zintu Community Museum. L'area amministrativa si trova nella parte est della città, presso le aree di Cathedral Hill e Ridgeway. Intorno alla città si sviluppano numerosi sobborghi, tra cui Elizabetha Villa, Fairview, Kabulonga, Kabwata (dove si trova il Kabwata Cultural Centre), Madras, Manda Hill (sede di importanti strutture commerciali), Northmead (noto per la sua vita notturna), Olympia Park, Rhodes Park, Roma, Thorn Park e Woodlands.

## Infrastrutture e trasporti

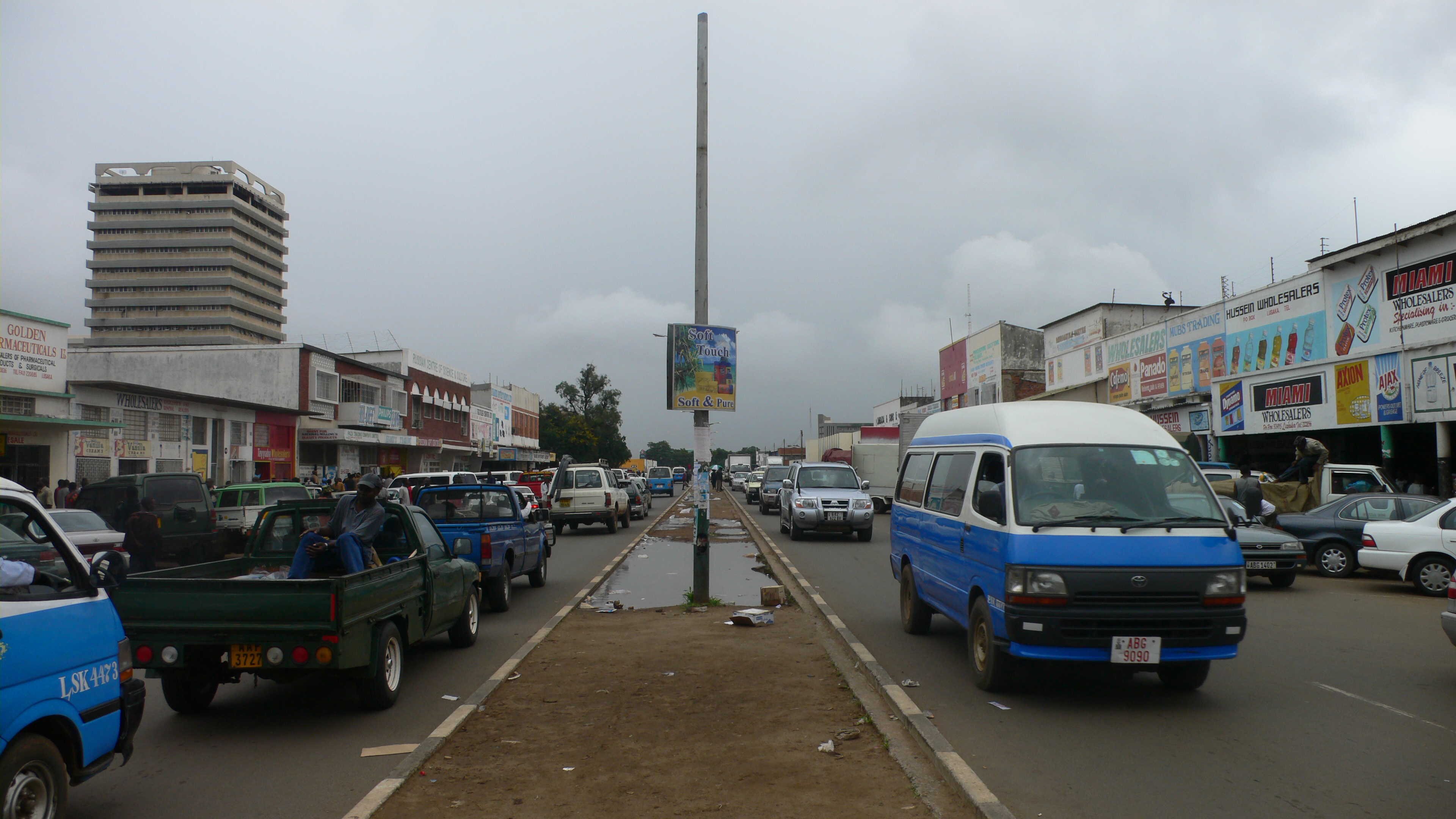
Una via a Lusaka

Lusaka è il nodo principale della rete stradale dello Zambia. Vi si trova anche un aeroporto internazionale (il Lusaka International Airport), hub della compagnia aerea di bandiera Zambian Airways, e altri due aeroporti minori (uno civile e uno militare). La stazione ferroviaria di Lusaka si trova sulla linea che collega Livingstone e Kitwe.

## Istruzione
L'Università di Lusaka è la più importante struttura scolastica dello Zambia.

## Monumenti e luoghi d'interesse
Fra i luoghi di interesse culturale e turistico della città si possono citare i numerosi musei (i principali sono il Lusaka National Museum, il Political Museum e lo Zintu Community Museum), la Statua della Libertà, la sede del parlamento dello Zambia (Zambian National Assembly), la fabbrica di ceramiche Moore, la cattedrale della Santa Croce (Holy Cross Cathedral) e i giardini botanici del Munda Wanga Environmental Park. La città è relativamente ricca di strutture ricreative, inclusi un teatro (Lusaka Playhouse), un cinema, un golf club, un centro sportivo (Lusaka Central Sports Club) e uno zoo.

## Sanità
A Lusaka è ubicato lo University Teaching Hospital (UTH), il più capiente ospedale dello Zambia, polo di riferimento nazionale, tra l'altro, per tutti i pazienti che necessitano di cure specialistiche.

## Sport
Lusaka è stata scelta per ospitare l'edizione del 2011 degli All-African Games. Nel 2014 è stato costruito il nuovo Stadio nazionale degli Eroi con una capacità di 70.000 posti.

## Amministrazione

### Gemellaggi
- Los Angeles
- Dušanbe